# Coleophora laripennella
Coleophora laripennella é uma espécie de mariposa do gênero Coleophora pertencente à família Coleophoridae.